# Claude Peschier
Claude Peschier (1937) es un deportista francés que compitió en piragüismo en la modalidad de eslalon. Ganó cuatro medallas en el Campeonato Mundial de Piragüismo en Eslalon entre los años 1967 y 1973.

## Palmarés internacional
| Campeonato Mundial | Campeonato Mundial                 | Campeonato Mundial | Campeonato Mundial |
| Año                | Lugar                              | Medalla            | Competición        |
| ------------------ | ---------------------------------- | ------------------ | ------------------ |
| 1967               | Lipno nad Vltavou (Checoslovaquia) | Medalla de bronce  | K1 por equipos     |
| 1969               | Bourg-Saint-Maurice (Francia)      | Medalla de oro     | K1 individual      |
| 1969               | Bourg-Saint-Maurice (Francia)      | Medalla de oro     | K1 por equipos     |
| 1973               | Muotathal (Suiza)                  | Medalla de bronce  | K1 por equipos     |